# La Mare au diable (film, 1923)
Pour les articles homonymes, voir La Mare au diable (homonymie).
Pour plus de détails, voir Fiche technique et Distribution.
La Mare au diable est un film français muet en noir et blanc réalisé par Pierre Caron en 1923. Il s'agit d'une adaptation du roman éponyme de George Sand en 1846.

## Fiche technique
- Titre : La Mare au diable
- Réalisation : Pierre Caron
- Scénario : d'après le roman de George Sand La Mare au diable (1846)
- Décors : Quénu[1]
- Photographie : René Guichard (orthographié "Guychard" dans le générique)
- Studio de production : Les Films Pierre Caron
- Distributeur d'origine : Pathé-Consortium-Cinéma
- Pays :  France
- Format : Muet - Noir et blanc - 1,33:1 - 35 mm
- Date de sortie :
  - France - 10 février 1923

## Distribution
- Gladys Rolland
- Jean-David Évremond
- Gilbert Sambon
- Yvonne Gravot
- Maëthella
- Moraize
- Marius Gravot
- Robert Guilbert
- Augris